# كريس نيل (ملحن)
كريس نيل (بالإنجليزية: Chris Neal)‏ هو ملحن وكاتب أغاني أسترالي، ولد في القرن العشرين.